# Stàraia Lopasteika
Stàraia Lopasteika (en rus: Старая Лопастейка) és un poble de l'óblast de Saràtov, a Rússia, segons el cens del 2010 tenia 10 habitants. Pertany al districte municipal de Volsk.